# 과시 효과
과시 효과(誇示效果, 영어: demonstration effect)는 어느 인간의 소비활동이 그를 둘러싼 주변의 소비생활과 생활양식에 의하여 매우 강력한 영향을 받는 것을 말한다.
우리들의 소비지출은 원래가 소득에 강력하게 의존하고 있다는 것은 언급할 필요조차 없다. 그러나 소득수준이 같은 사람은 다같이 똑같은 소비행동을 취하고 소비함수의 모양이나 소비성향이 언제나 같은 것이냐 하면 그렇지는 못하다. 같은 금액의 소득일지라도 서울에 거주하는 사람과 시골에 거주하는 사람은 그 소비성향을 달리하고 있으며, 고급주택가에 거주하는 사람과 변두리 빈민촌에서 거주하는 사람은 생활비의 차가 생긴다. 이것은 단순한 지역차에 그 원인이 있다고 보나, 전자는 과시와 외견여분의 지출 때문에 아무래도 소비성향이 높아지지 않을 수 없다.  미국의 학자 소스타인 베블런(T.B.Veblen 1857∼1929)은 이와 같은 소비를 ‘전시적인 소비’라고 불렀다. 일반적으로 이와 같이 자기 자신을 둘러싸고 있는 사회의 소비생활이나 생활양식은 자기 자신의
소비행위에까지 매우 강력한 영향을 미친다는 사실은 우리들이 일상생활에서 흔히 경험하는 것이다. 아파트의 이웃사람들이 전화를 사면 흉내를 내서 전화제품을 구입한다든가, 미국 영화를 보고 곧 화려한 미국생활의 일부를 모방하여 미국화한다든가 하는 예는 얼마든지 볼 수가 있다. 넉시(R. Nurkse 1907∼1959)는 『후진국의 자본형성』(1953)이란 저서에서 과시 효과에 관하여 다음과 같이 기술하였다. “사람들은 보다 더 고급인 재화(財貨)나 고급인 소비형에 접하든지 종래의 욕망을 충족시키는 새로운 상품이나 새로운 방법에 접하게 되면 어떤 동요나 부족감을 느끼기 쉽게 된다. 그들의 지식은 확장되고 상상력은 자극된다. 새로운 욕망이 생기고 소비성향은 위로 치솟게 된다.”  소비행동은 절대로 고립적이거나 독립되어 있는 것이 아니고 사회(널리 세계와의 관계를 포함하여) 안에서 매우 상호의존적인 것이다. 이와 같은 과시 효과는 국내나 혹은 한 지역사회 안에서 뿐만 아니라 오늘날에는 구미 선진국의 생활수준이나 생활양식이 후진 저개발 제국으로 파급되는 상태를 설명하는 데 응용된다.  즉, 후진국이 산진국의 고도의 생활수준을 모방하여 격에 맞지 않게 소비성향을 고도화하는 상태를 지칭하는 것이다. 이 때문에 개발에 필요한 자본축적이 부족한 채 개발투자가 행하여지면 심각한 인플레이션에 봉착하게 되며 뿐만 아니라 물가앙등이나 국제수지의 역조를 초래하게 되어 자본축적 또한 개발에 지대한 장해가 된다.

## 같이 보기
- 생활태도
- 베블런재(베블런 효과)

## 참고 문헌
- 이 문서에는 다음커뮤니케이션(현 카카오)에서 GFDL 또는 CC-SA 라이선스로 배포한 글로벌 세계대백과사전의 내용을 기초로 작성된 글이 포함되어 있습니다.